# Sperrstelle Urdorf

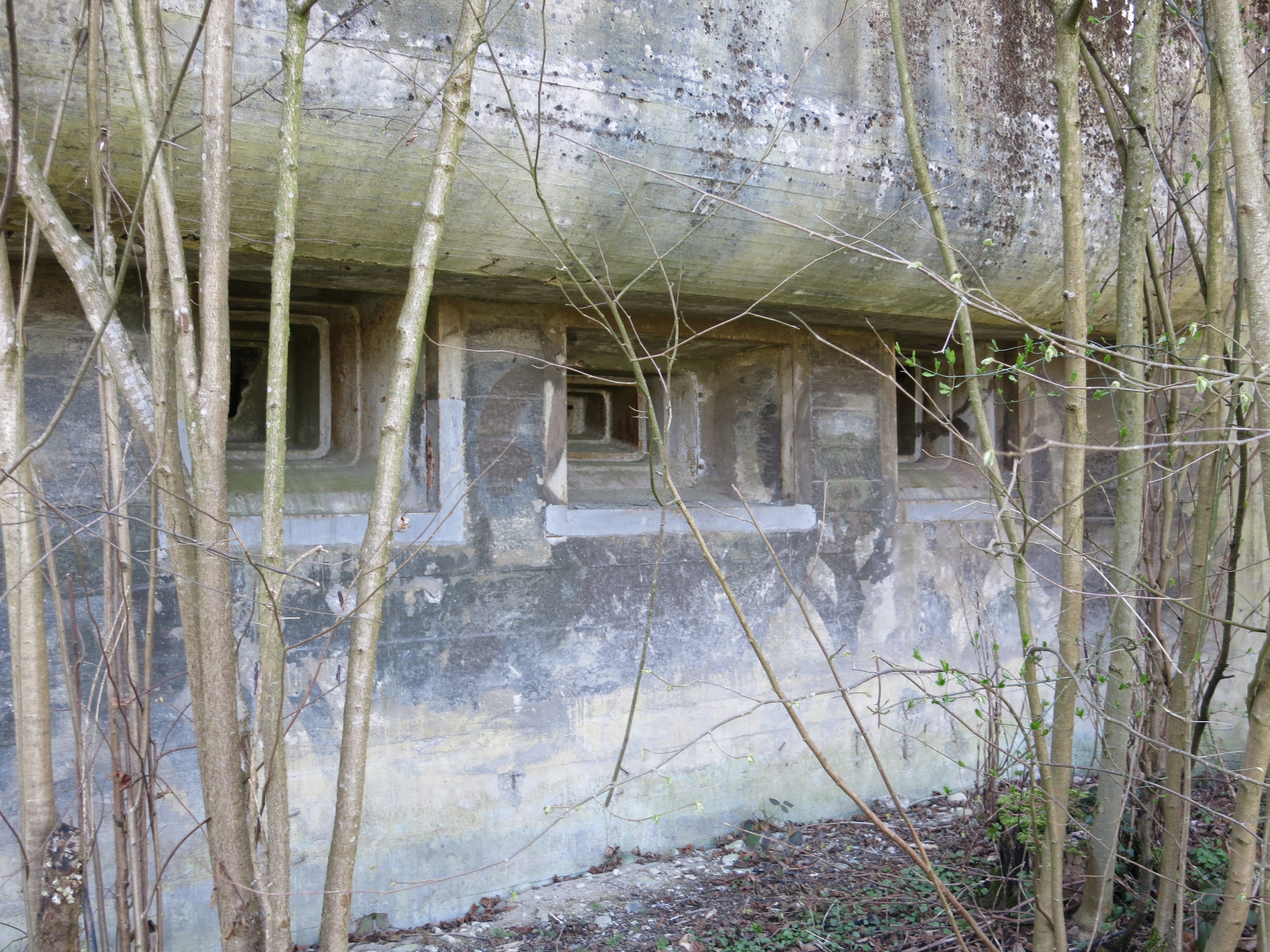
Bunker A 5210 Allmendbach mit Tarnbemalung

Die Sperrstelle Urdorf war eine im Zweiten Weltkrieg von 1939 bis 1940 errichtete Sperre der Schweizer Armee, um einen gegnerischen Vorstoss in das Reusstal Richtung Gotthard zu verhindern. Das auf dem Gemeindegebiet von Urdorf liegende Geländepanzerhindernis (GPH) ist als wichtigste Sperrstelle der Limmatstellung von nationaler Bedeutung.
Die Anlagen sind deklassiert, grösstenteils erhalten und teilweise geschützt.

## Geschichte
Einen Monat nach Beginn des Zweiten Weltkriegs befahl General Guisan mit dem «Operationsbefehl Nr. 2» am 4. Oktober 1939 den Armeeaufmarsch aus der Bereitschaftsstellung in die Limmatstellung. Mit der Verbindung Sargans – Walensee – Zürichsee – Limmat – Bözberg – Hauenstein wurde sie zur ersten Verteidigungslinie der Schweizer Armee bei einem Angriff aus dem Norden. Diese wurde ab 27. September 1939 inklusive der Sperrstelle Urdorf befestigt.
Der drei Kilometer breite Abschnitt der 6. Division zwischen Uetliberg, Waldegg und Urdorfer Senke bestand aus einem tiefgestaffelten System von Wechselstellungen, das an der Limmat begann und hinter der Reppisch aufhörte. Es gab keine verbunkerten Waffenstellungen, dafür befestigte Truppenunterstände. Nur durch die offene Urdorfer Senke verlief eine Tanksperre mit 18 betonierten Waffenständen.
Nach dem Fall Frankreichs Ende Juni 1940 befahl die Armeeleitung die Einstellung fast aller Befestigungsarbeiten, da die Limmatstellung ihre Bedeutung vorerst verloren und der General den Rückzug des Gros der Armee ins Reduit beschlossen hatte.
Im Kalten Krieg wurde die Sperrstelle verstärkt und modernisiert. Sie gehörte zum Einsatzraum der Felddivision 5.

## Geländepanzerhindernis Urdorfer Senke
Der Projektplan wurde 1939/40 von der 6. Division aufgrund von Vorgaben eines Ingenieur-Offizierkurses von 1938 erstellt. Quer durch die Urdorfer Senke wurde ein über zwei Kilometer langes Geländerpanzerhindernis (GPH) mit Schienenhindernissen an den beiden Talflanken, die einen Tankgraben in der Ebene flankieren, erstellt. Die befestigten Talflanken bestanden aus Blöcken mit einbetonierten Schienen, Breitflanschprofilen und Betontetrapoden.

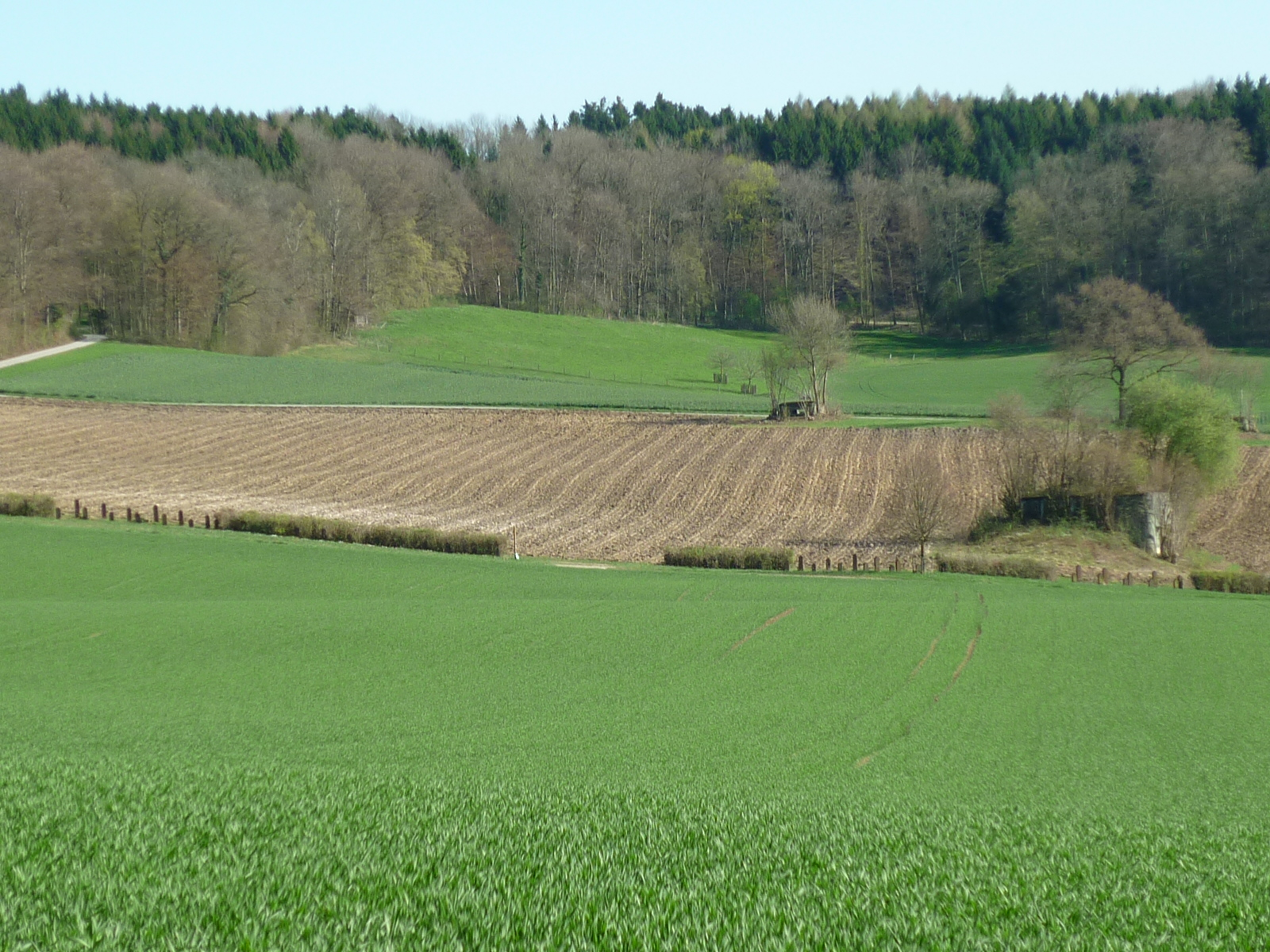
Urdorfer Senke mit Hindernis, Mg-Bunker und Ik-Garage
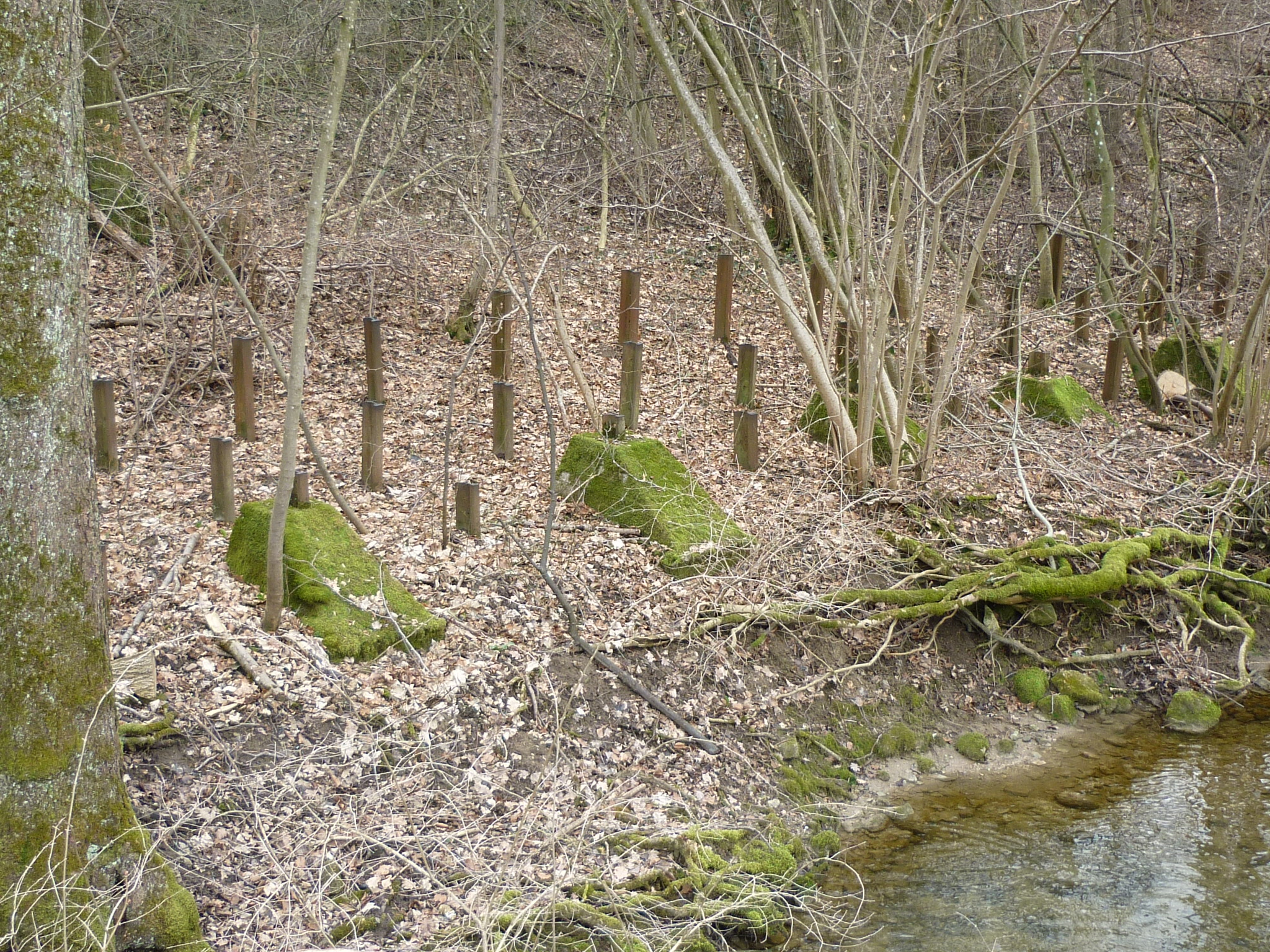
Schienenhindernis Stockacherbach
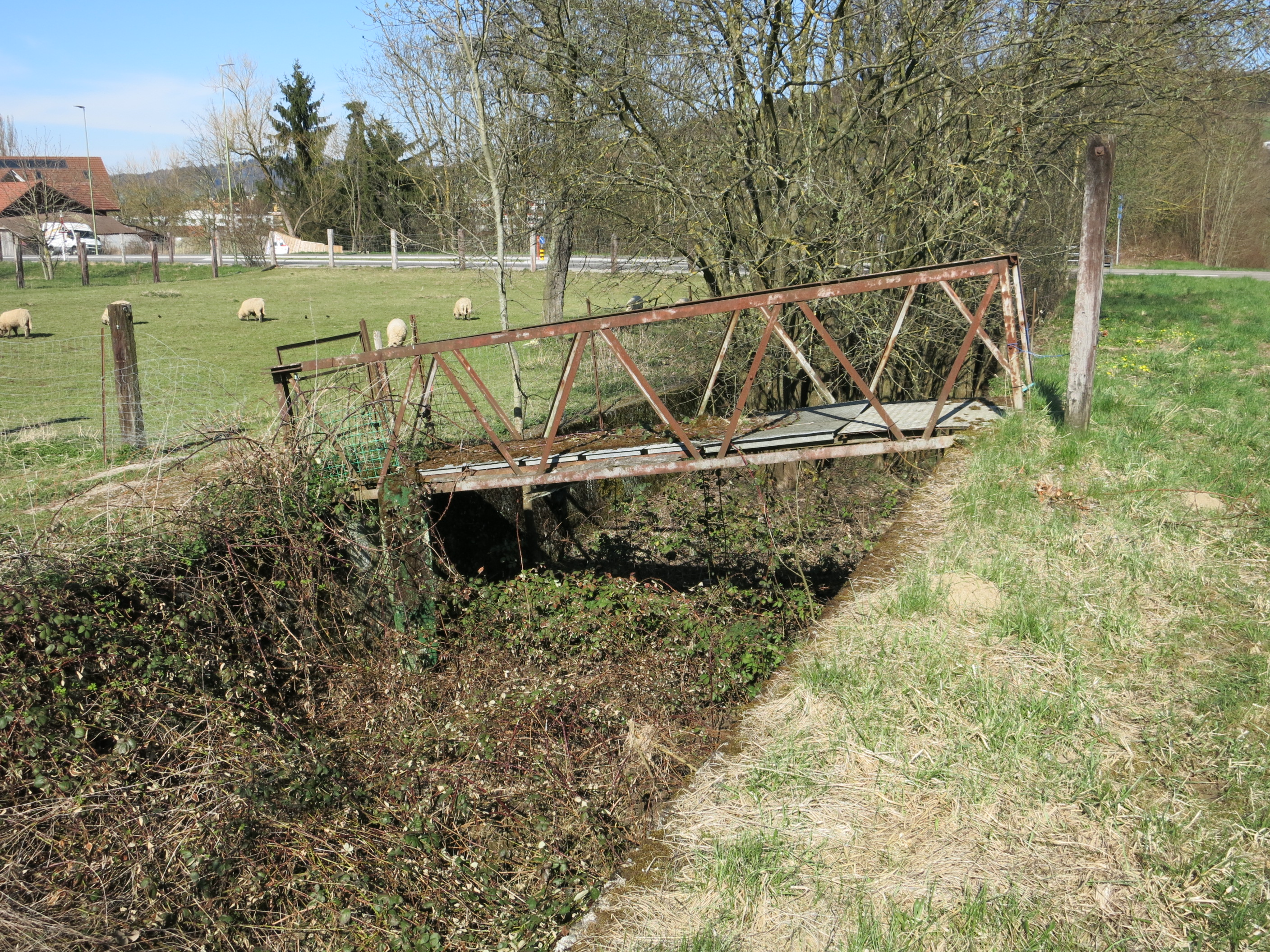
Tankgraben
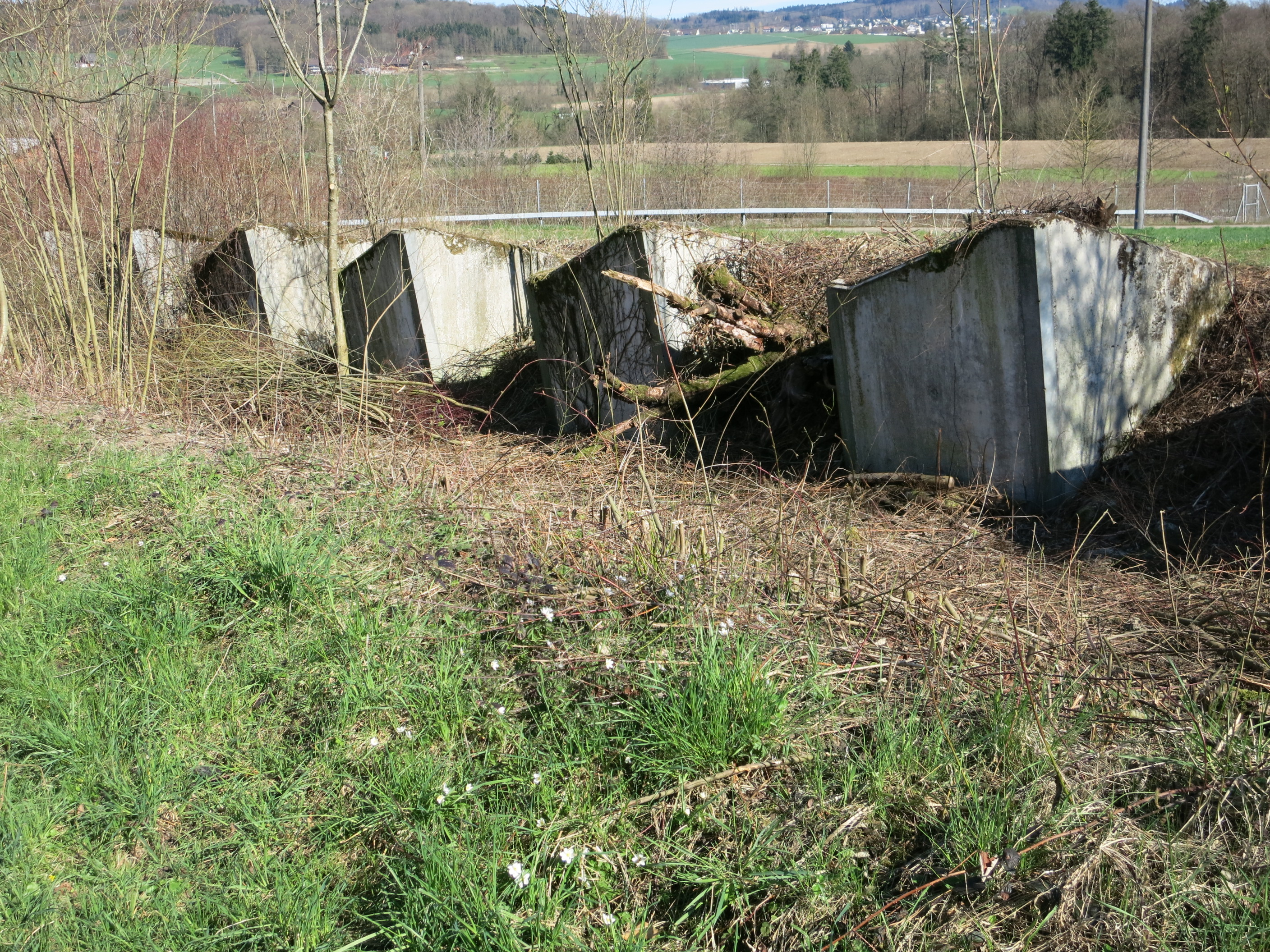
Betonhöcker Chilstig

Das Hindernis konnte durch zahlreiche permanente Waffenstellungen (Bunker) unter Feuer genommen werden. Die Verteidigungslinie bestand aus rund 35 Objekten. Verschiedene Truppeneinheiten waren beim Bau des Tankgrabens, der Schienenhindernisse und der Mannschaftsunterstände beteiligt. Die Maschinengewehrstände, Infanteriekanonenschilde (Ik-Garagen) und befestigten Beobachtungsposten wurden grösstenteils von privaten Bauunternehmern erstellt.
Die Bewaffnung der Bunker bestand aus Maschinengewehren, einzig der Bunker A 5210 war mit 2 Maschinengewehren ausgerüstet. Die zwölf Bunker wurden hinter dem Hindernis und an beiden Flanken platziert. Hinter den Bunkern wurden betonierte und überdeckte Infanteriekanonenschilde für Infanteriekanonen 35 (1935) mit Unterständen erstellt.
Im Kalten Krieg wurden Teile des Geländepanzerhindernisses abgebrochen und durch moderne Winkelstützmauern sowie Schienenhindernisse ersetzt. Die Unterstände wurde mit über 15 Atomschutzunterständen (ASU) ergänzt.

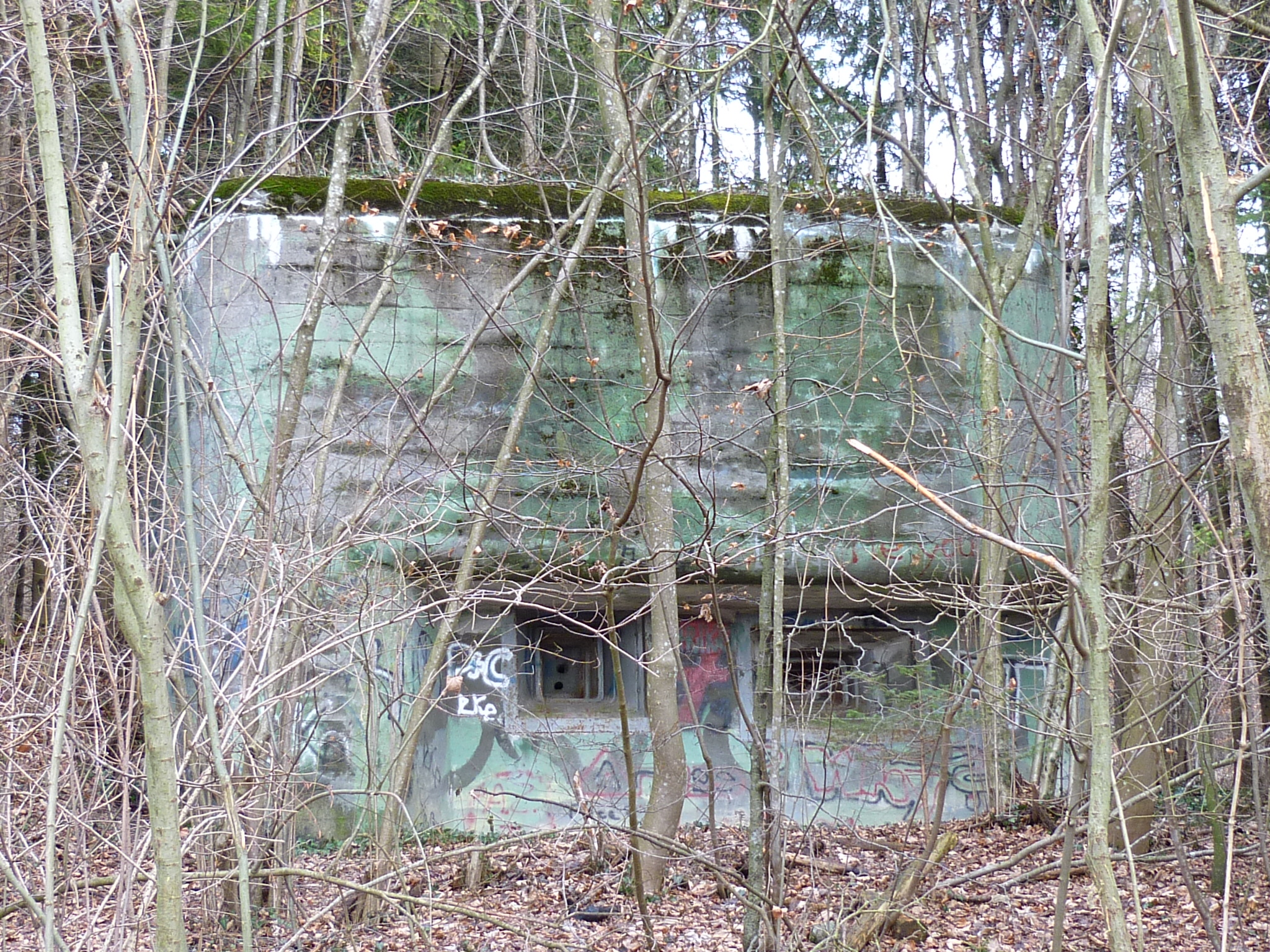
Flankierbunker A 5221
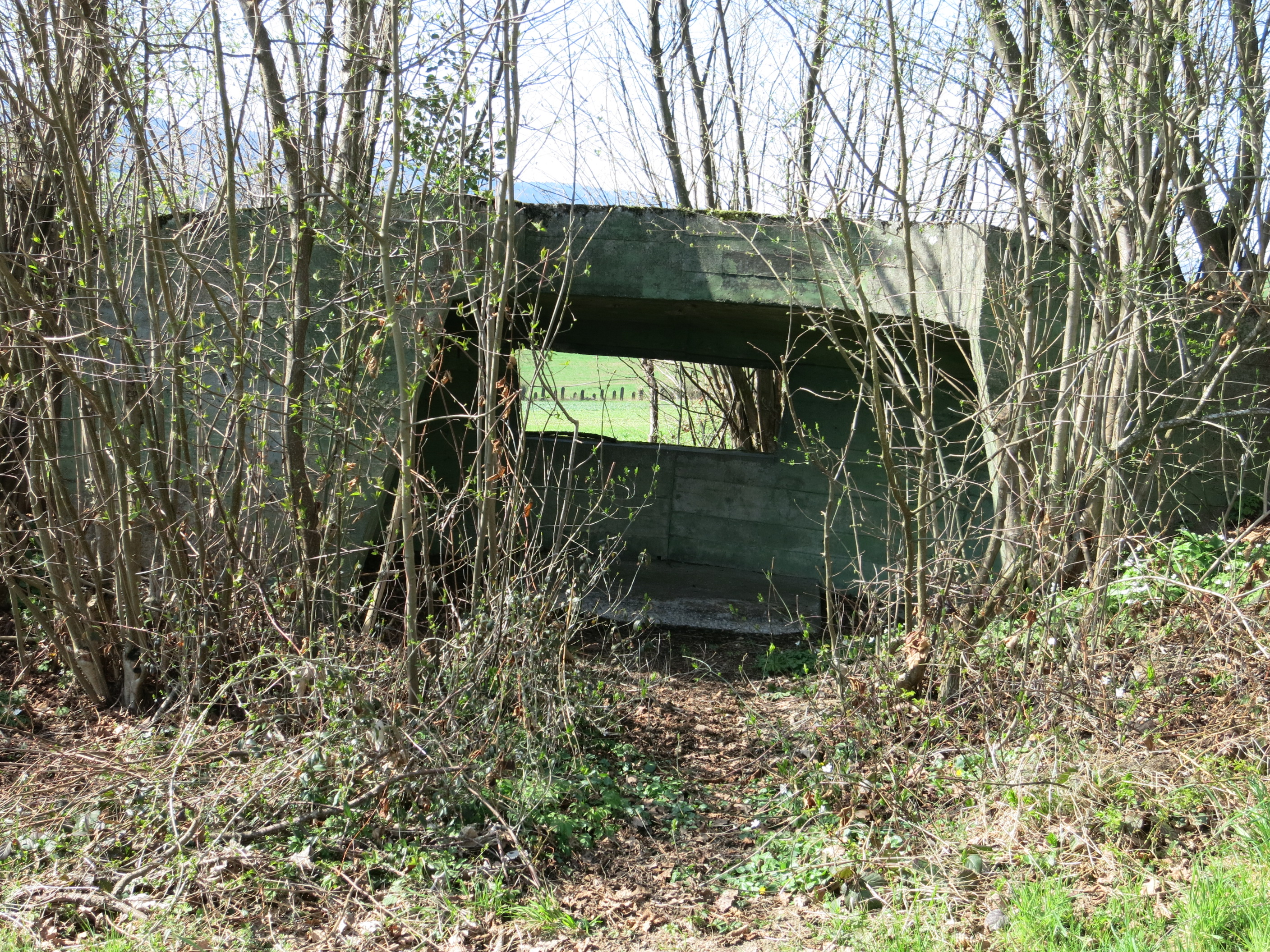
Ik-Garage Mören
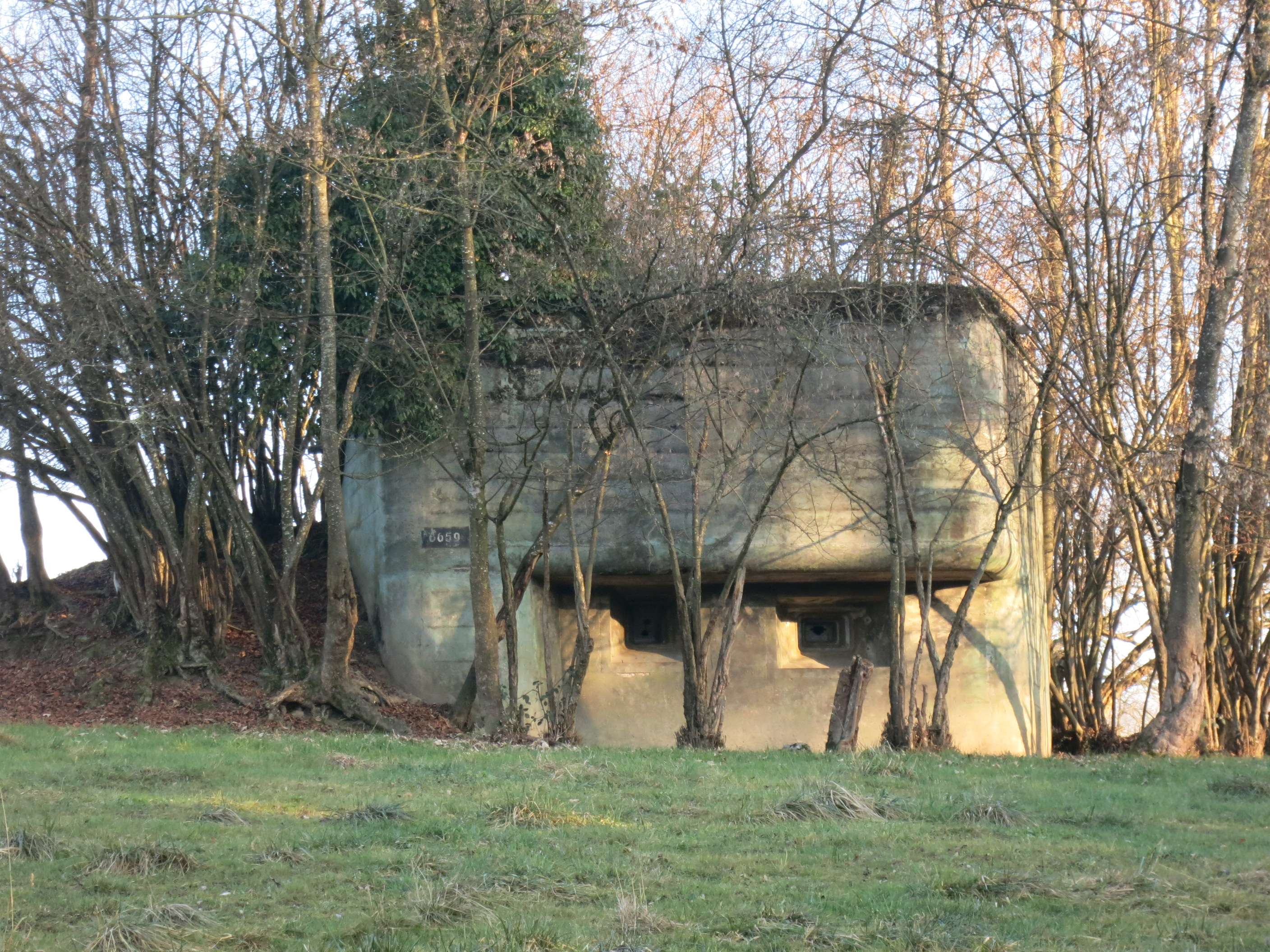
Bunker Wagenbach A 5211
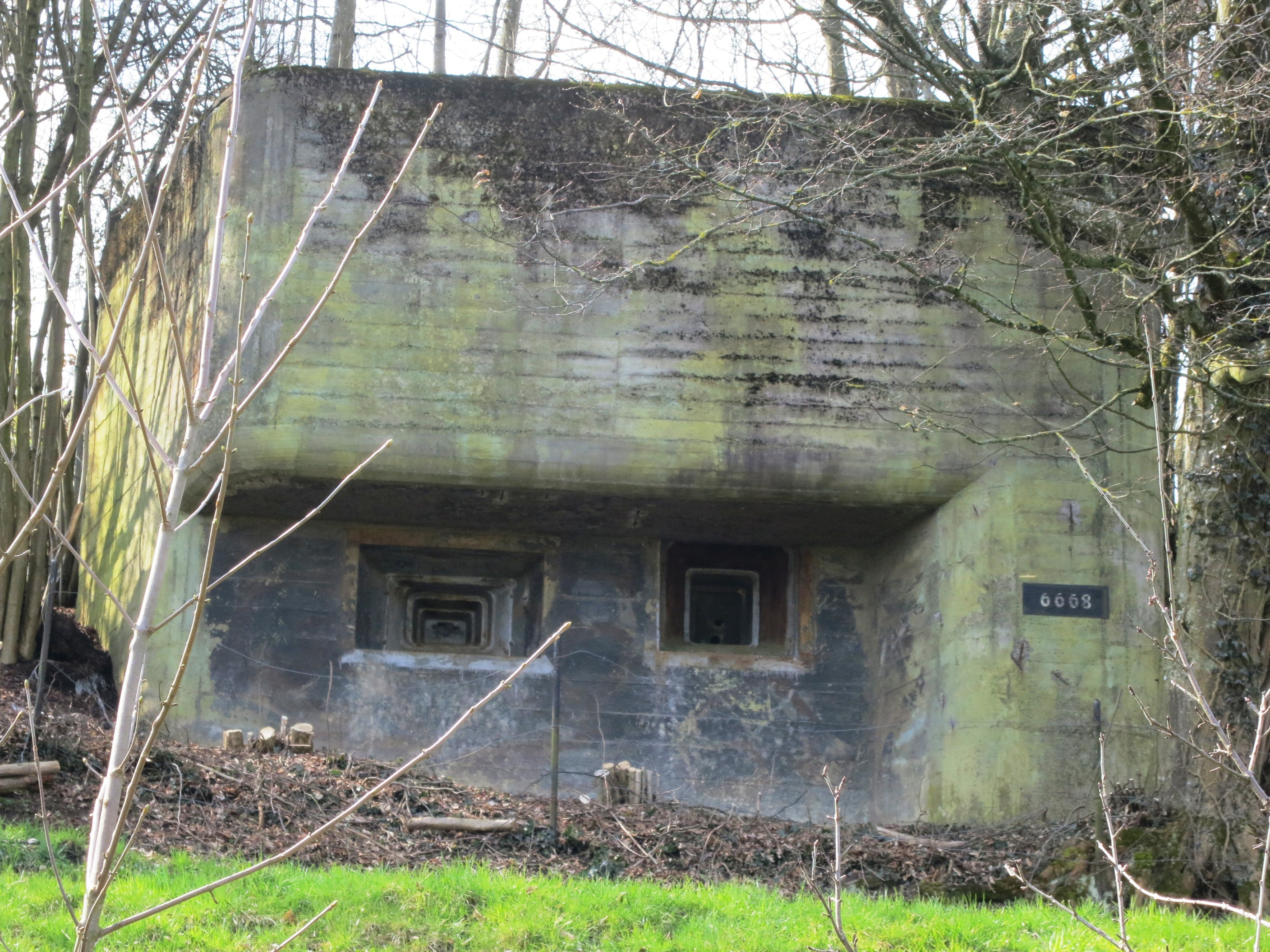
Flankierbunker Chilstig A 5207

## Benachbarte Sperrstellen
Die Sperre Urdorf grenzte im Norden an die Sperrstellen Waldegg und Uetliberg und im Süden an die Sperre Unterreppischtal sowie dem vorgelagerten Ortstützpunkt Oberurdorf.
Hinter der Sperre Urdorf befand sich in Birmensdorf eine zweite Sperrstelle mit einem 1.2 Kilometer langen Hindernis und vier verbunkerten Infanteriekanonen. Dort befanden sich offene Feldartilleriestellungen, welche in den Raum Urdorf, Schlieren und Albisrieden (Sperre Waldegg) wirkten und Feuerunterstützung geben konnten.
Ergänzt wurden diese beiden Linien durch zusätzliche Strassen- und Waldwegbarrikaden im Raum Albisrieden, Ringlikon und Birmensdorf. Im Wald zwischen Schlieren und Albisrieden wurden Dutzende von Unterständen und Beobachtungsbunker gebaut.

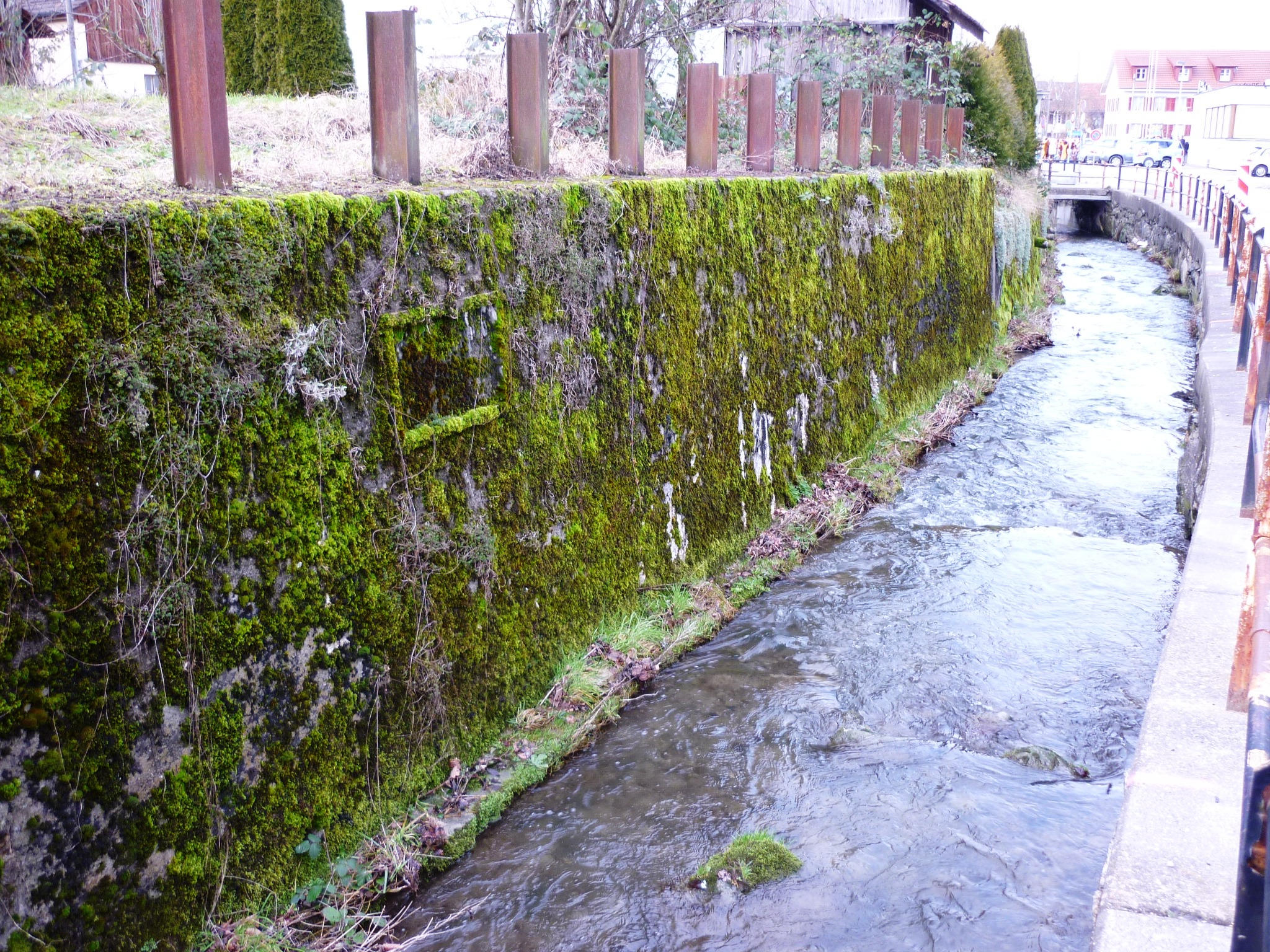
Stützpunkt Oberurdorf
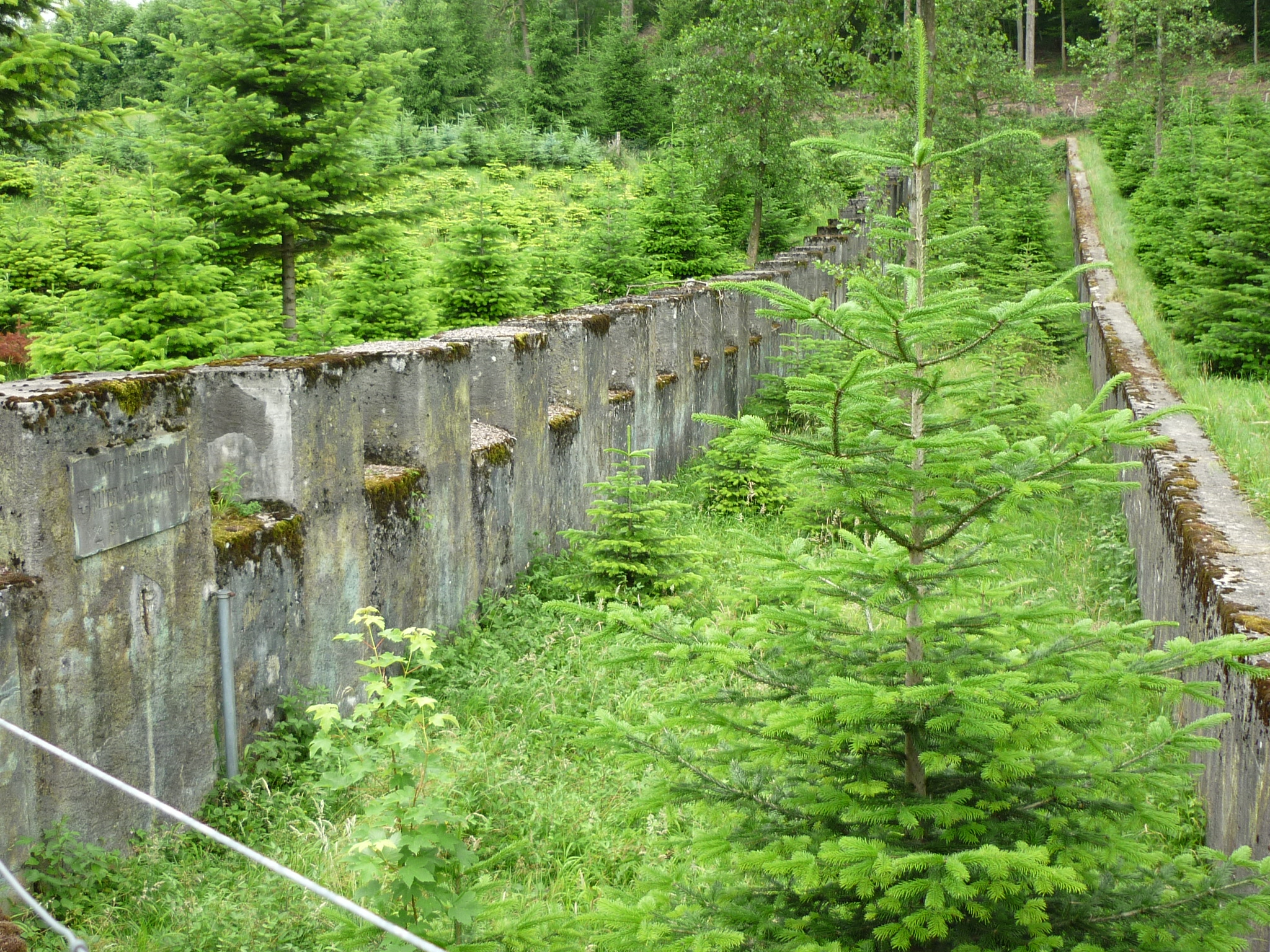
Sperre Waldegg
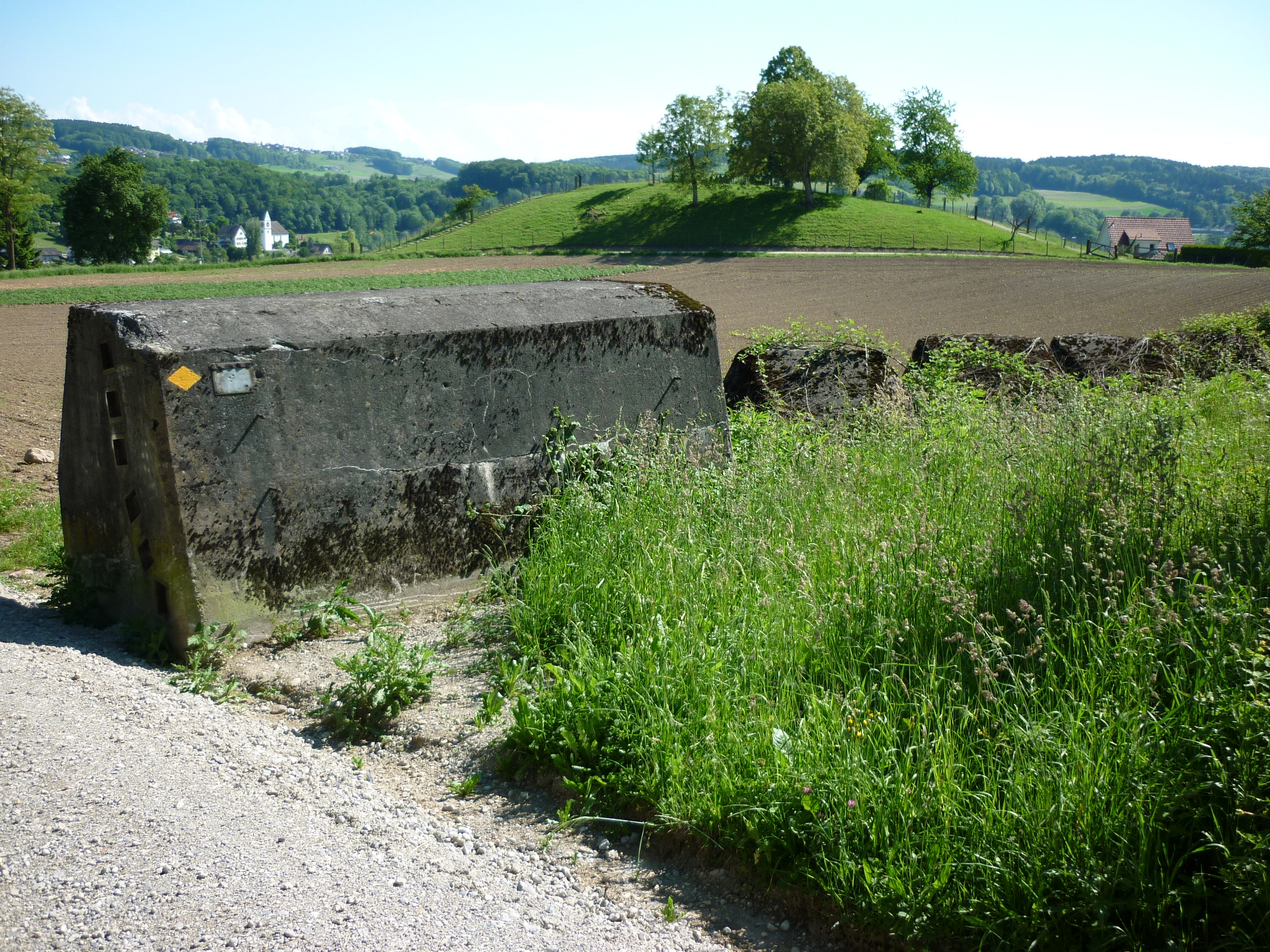
Sperre Birmensdorf
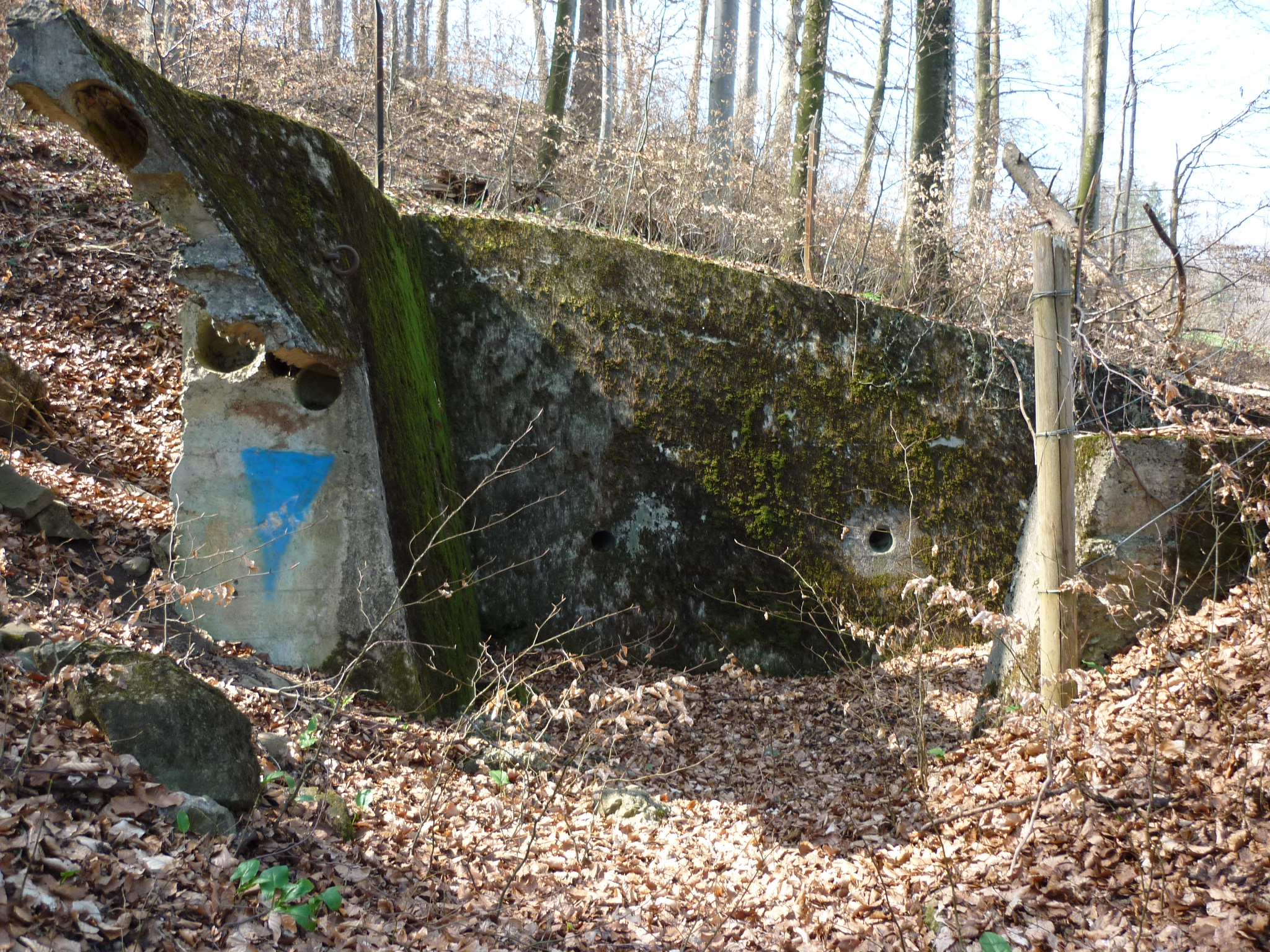
Artilleriestellung Birmensdorf

## Noch vorhandene Objekte

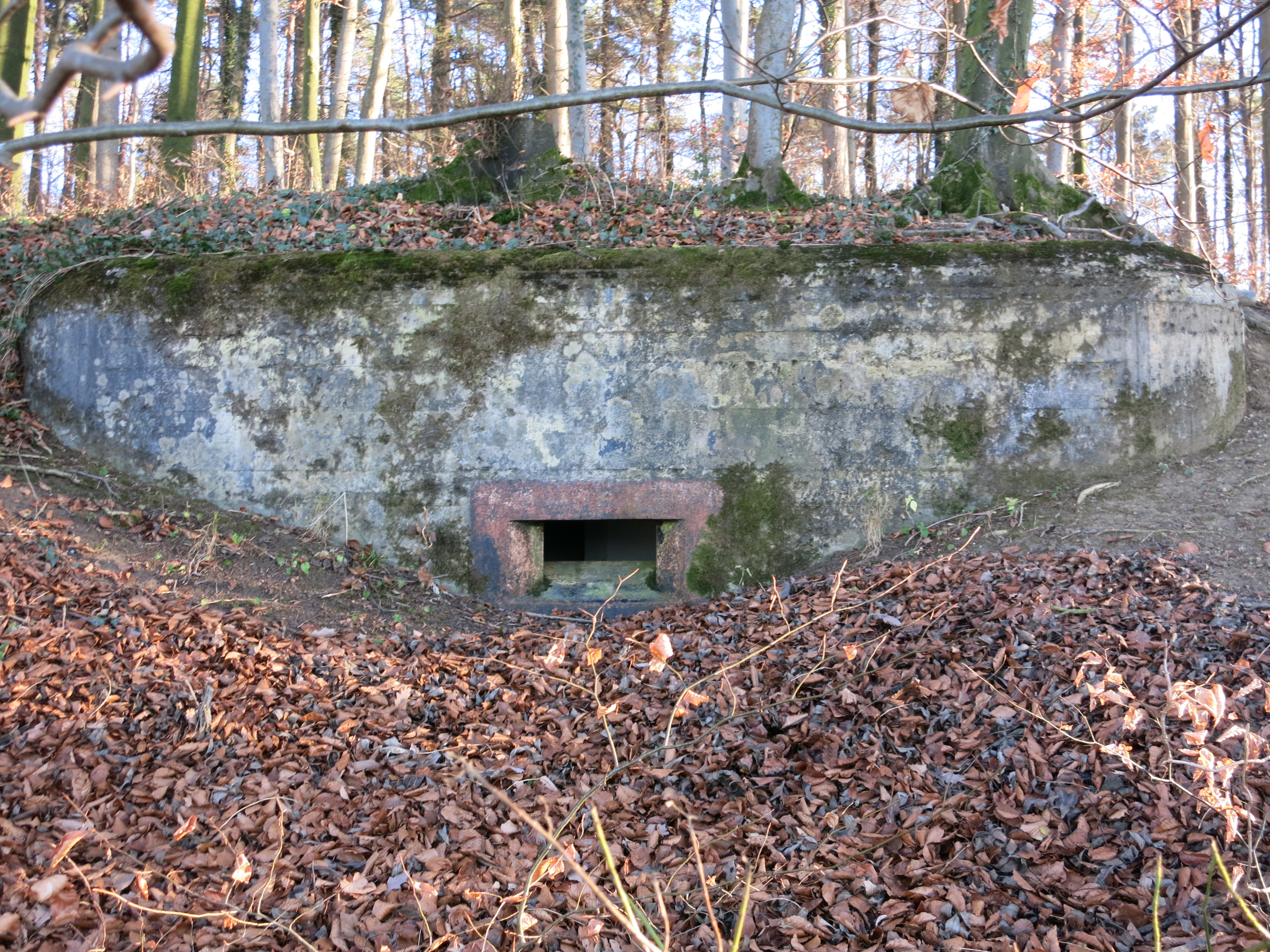
Beobachtungsbunker «Laura» A 4945 Schürhof

- Unterstand «Fuchs» A 4897 Bröggen, Schlieren ⊙
- Unterstand «Himmel» A 4898 Länxelmoos, Schlieren ⊙
- Unterstand «Margrit» A 4899 Schlatthölzli, Schlieren ⊙
- Unterstand «Herdler Ost» A 4900: 10 Mann	⊙
- Unterstand «Ring» A 4940: Kleibermättelistrasse ⊙
- Unterstand «Murks» A 4941: Kleibermättelistrasse ⊙
- Unterstand «Lichtung» A 4942: Haustrasse ⊙
- Unterstand «Rutsch» A 4943: Haustrasse ⊙
- Unterstand «Schlüsselblume» A 4944: Forrenstrasse, Urdorf ⊙
- Beobachtungsstand Schürhof «Laura» A 4945: Bunker für zwei Beobachter ⊙
- Bunker Ik-Kanone 4.7cm Unterreppischtal A 5199 Stigelmatt ⊙
- Bunker Ik-Kanone 4.7cm Unterreppischtal  A 5200 Oberächer ⊙
- Unterstand Unterreppischtal A 5201 Reppischtalstrasse	⊙
- Unterstand «Kragen» A 5202 Kammstrasse	⊙
- Beobachtungsstand «Kropf» A 5203 Kammstrasse, Eggweid ⊙
- Infanteriebunker «Max» A 5204 Waldrand Chilstig ⊙
- Infanteriebunker «Schaggi» A 5205 Flanke Chilstig ⊙
- Ik-Schild «René» A 5206 Chilstig ⊙
- Infanteriebunker «Moritz» A 5207 Flanke Chilstig ⊙
- Infanteriebunker «Schang» A 5208, Flanke Chilstig ⊙
- Ik-Schild «Migg» A 5209 mit Garage Chilstig		⊙
- Infanteriebunker mit Panzerabwehrkanone «Tisliboll» A 5210		⊙
- Infanteriebunker A 5211 Wagenbach ⊙
- Infanteriebunker A 5212 Mülihalden 	⊙
- Ik-Schild «Hugo» A 5213 Zidacher, mit Garage Wagenbach ⊙
- Infanteriebunker «Glattler» A 5214	⊙
- Ik-Schild «Bruno» A 5215 Wagenbach mit Ik-Garage ⊙
- Ik-Schild «Bruno» A 5215 Wagenbach ⊙
- Infanteriebunker Bad «Wirbel» A 5216		⊙
- Hof «Mören» A 5217 ⊙
- Ik-Schild «Fritz» A 5218 Schüracher ⊙
- Ik-Schild «Fritz» A 5218 mit Ik-Garage Schüracher ⊙
- Infanteriebunker «Hegi» A 5219 ⊙
- Ik-Schild «Waldhof» A 5220 Hegiweg ⊙
- Ik-Schild «Waldhof» A 5220 Hegiweg mit Ik-Garage 6648 ⊙
- Infanteriebunker, Flanke Wald «Hau» A 5221 ⊙
- Infanteriebunker Buchholz A 5222 Rütiweid		⊙
- Atomschutzunterstand ASU 31 F 20032 Allmendlistrasse		⊙
- ASU 32 F 20033 Allmendlistrasse		⊙
- ASU 33 F 20034 Bifigstrasse		⊙
- ASU 19 F 20035 Honertstrasse		⊙
- ASU 12 F 20052 Schürhof ⊙
- ASU 16 F 20055 Bröggen, Schlieren ⊙
- ASU 15 F 20056 Schlattwis, Schlieren	⊙
- ASU 14 F 20057 Schlierenstrasse, Schlierenwald ⊙
- ASU 27 F 20080 Chlosterholz		⊙
- ASU 28 F 20081 Langenboden		⊙
- Schienenhindernis ⊙
- Geländehindernis Stockacherbach		⊙
- Geländehindernis Allmendbach		⊙
- Tankgraben		⊙
- Betonhöcker Chilstig		⊙